# Dorlisheim
Dorlisheim je občina v departmaju Bas-Rhin francoske regije Alzacija.
Leta 1990 je v občini živelo 2 128 oseb oz. 185 oseb/km².